# Kanetsugu Naoe
Kanetsugu Naoe (jap. 直江兼続 Naoe Kanetsugu; ur. 1560, zm. 23 stycznia 1620) był japońskim samurajem żyjącym na przełomie XVI i XVII wieku, znanym jako wierny wasal dwóch pokoleń rodu Uesugi – Kenshina Uesugi i jego adoptowanego syna Kagekatsu.

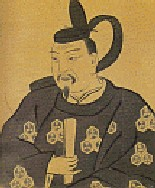
Kanetsugu Naoe

Kanetsugu urodził się w prowincji Echigo jako najstarszy syn Kanetoyo Higuchiego. Jako dziecko był znany pod imieniem Yoroku. Jego ojciec był wasalem Masakage Nagao, pana zamku Sakato. Kiedy Yoroku dorósł, ożenił się z Osen, wdową po wasalu rodu Uesugi Nobutsunie Naoe, i przyjął nazwisko Kanetsugu Naoe. Szybko wyróżnił się jako dowódca i brał udział w wielu walkach na wybrzeżu Morza Japońskiego. Był też odpowiedzialny za działania wojsk rodu Uesugi w przededniu bitwy przeciw siłom Ieyasu Tokugawy pod Sekigaharą. Po klęsce ród Uesugi został przeniesiony do znacznie mniejszego lenna w Yonezawie.